# Diasporus darienensis
Diasporus darienensis é uma espécie de anfíbio anuros da família Eleutherodactylidae. Está presente no Panamá. A UICN classificou-a como deficiente de dados.